# بنجا (لاعب كرة قدم)
بنجامين مارتينيز (23 أغسطس 1987) معروف بـ بنجا، هو لاعب كرة قدم إسباني، يلعب كمهاجم لنادي إيركوليس.

## روابط خارجية
- بنجا (لاعب كرة قدم) على موقع قاعدة بيانات كرة القدم.إي يو (الإنجليزية)
- بنجا (لاعب كرة قدم) على موقع Soccerbase.com (لاعب) (الإنجليزية)
- بنجا (لاعب كرة قدم) على موقع Soccerway.com (الإنجليزية)
- بنجا (لاعب كرة قدم) على موقع عالم كرة القدم.نت (الإنجليزية)
- بنجا (لاعب كرة قدم) على موقع AS.com (الإسبانية)